# 샌드그래피티

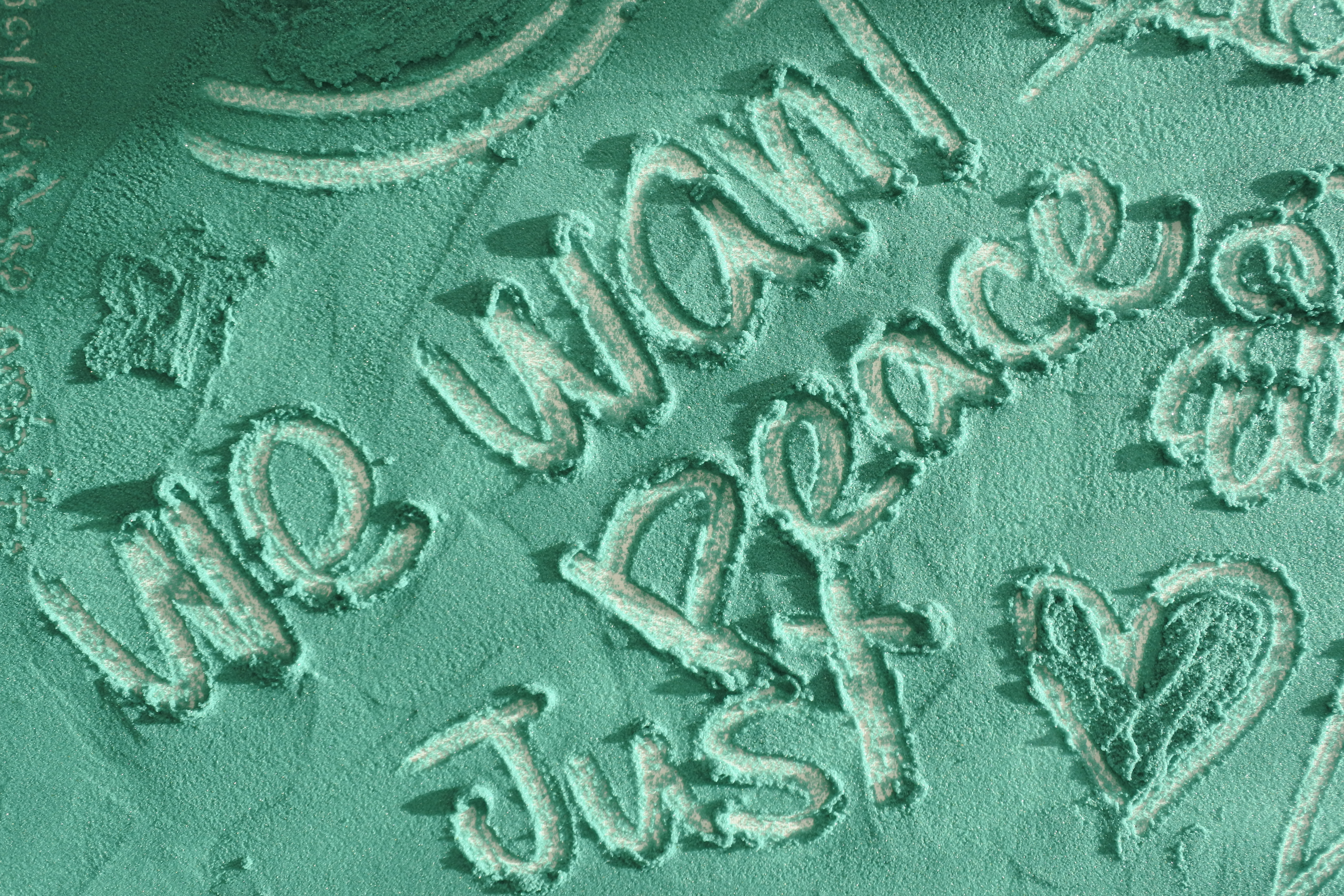
新샌드 그래피티(New Sand Graffiti) 작가 하사안의 "ISLAND SERIES - No war just peace, 116.8x91cm(50F) mixed media on canvas" 작업은 모래 위에 문자 또는 그림 등의 낙서로 기록된 새로운 현대미술의 유형이다.

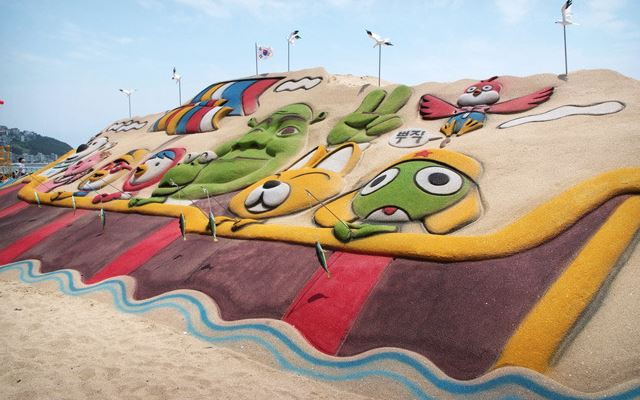
부산 해운대 모래 축제 세계 모래 조각전 설치 작품

샌드 그래피티(SAND GRAFFITI)는 모래 위에 문자나 그림으로 표현하는 예술이다. 이는 모래와 낙서(沙 落書)를 결합하여 영문으로 표기된 단어이다. 2012년 모래 축제의 일환으로 해운대에서 열린 "세계 모래 조각전"을 통해 입체물 위에 색모래로 채색한 샌드 그래피티를 선보였다. 2023년 도자 공예를 전공한 대한민국 현대미술 작가 하사안(河砂岸/HA SA-AN)의 초대 개인전<ISLAND>을 통해 캔버스 위에 색 모래를 펼쳐 문자와 그림으로 메시지를 전하는 "샌드 그래피티"를 새롭게 선보이며, 새로운 시대 정신과 의미를 담은 현대미술로서 샌드 그래피티의 세계를 확장시켰다.

## 대한민국 현대미술 샌드 그래피티 아트
현대미술에서 개념이 중요하다. 특히 같은 단어도 다른 뜻과 개념을 갖기도 하는데, 샌드 그래피티 아트(SandGraffiti Art)가 그렇다. 과거의 샌드 그래피티는 모래사장이라는 제한된 공간에서 일시적으로 설치되었다 파괴되는 조형물로서 펼쳐낸 예술이라면, 또 하나의 샌드 그래피티는 14세기 조선 최고의 기술이자 세계 최고의 자기(瓷器) 기술 장인의 정신과 행위, 재료의 본질만 남긴 새로운 시대의 예술이다. 새로운 시대를 상징하는 예술로서 전통과 현재를 잇는 대한민국 현대 미술 작가 하사안(河砂岸/HA SA-AN)의 작품을 통해 시대 정신을 이어간다. 

## 새로운 시대 정신 新샌드 그래피티 아트(NEW SAND GRAFFITI ART)
14세기 조선 최고의 기술이자, 세계 최고의 자기(瓷器) 기술은 21세기 "샌드 그래피티"란 새로운 세대의 표현으로 재탄생 되었다. 그럼으로 新샌드 그래피티는 대한민국[1]에서 출발한 최첨단의 현대미술 장르로서 대한민국이 종주국(宗主國)인 미술 장르이다. 창작의 질료(質料)를 자연의 모래로 사용하는 것은 조선 자기(瓷器)의 원료를 해체 시켜 재료의 본질만 남긴 결과물이며, 맨손으로 문자나 그림 등을 표현의 행위는 조선의 도공 [2](陶工)이 자기를 만드는 행위를 옮겨온 것으로 재료의 본질과 행위를 통해 정신을 이어가고자 하는 새로운 세대의 도자 후예의 연구 결과물이다. 대한민국 현대미술 작가 하사안(河砂岸/HA SA-AN)은 "우리 자기(瓷器)와 도공의 정신이 잊혀지는 것에 대해 새로운 각오와 정비가 필요하다는 생각을 갖게 되었다." 며, "멀리 떠날 때는 가볍고 필요한 것만 들고 떠나야 한다. 우리의 것을 지키는 일은 멀리 오래 떠나는 여행과도 같다. 새로운 세대는 새로운 세대로서의 역할을 찾아 나가야 한다." 고 하였다. 그렇게 우리는 도공의 "정신(精神)"과 "행위(行爲)", "형태(形態)의 본질을 상징하는 흙 모래를 통해 우리의 정신을 이어가고자 한다. 
일본의 도요토미 히데요시는 조선 최고의 사발 “이도다완(井戶茶碗)” 을 갖기 위해 임진왜란[3]을 일으켜 조선을 침략했으며, 조선의 도공 [2](陶工)이 씨가 마르도록 엮어 갔다는 기록이 "선조실록 [4](宣祖實錄) "에 남아있다. 그러나 그들이 가져가지 못한 단 하나. 우리의 "정신"은 전 세대에 이르도록 모든 역사적 진실과 함께 뼈 속까지 새겨져 있다. "형태"와 "행위"는 바꿀 수 있지만 "정신"은 누구도 바꿀 수 없다. 샌드 그래피티 아트(SandGraffiti Art)는 조선 도공(陶工)들의 정신과 역사를 기억하여 지키고자 하는 새로운 세대 결과물이며, 샌드 그래피티라는 장르를 통해 대한민국 조선(朝鮮)의 역사가 길이 기억되길 바라는 후대의 노력이다. 21세기 대한민국은 전 세계의 문화를 리드하는 문화 강국이자 경제 강국의 반열에 올랐지만, 1592년 임진왜란 이후 조선의 자기(瓷器) 기술은 쇠락의 길을 걷고 있다. 

## 新샌드 그래피티의 정신
新샌드 그래피티의 정신(精神)을 떠올릴 때 뜨거운 불과 맞서 세계 최고의 자기 기술을 완성한 조선의 도공(陶工)의 장인 정신과 널리 인간을 이롭게 하는 "홍익인간(弘益人間)" 정신을 떠올리기 바란다. 샌드 그래피티는 이념과 인종을 떠나 모두가 화합 하는 현대미술로서 조선 자기(瓷器)의 본질만 남은 모래를 통해 삶의 수많은 이야기들을 펼쳐내며, 새로운 시대 정신(時代精神)을 이어가고자 한다.

## 샌드 그래피티의 표기
미술의 한 장르로서 "샌드 그래피티(Sand Graffiti)"와 "샌드 그래피티 아트(Sand Graffiti Art)"로 혼용하여 표기되지만, 창작의 행위자에 따라 그 정신과 의미, 뜻이 다르다. "新샌드 그래피티(New Sand Graffiti) 또는 "新샌드 그래피티 아트(New Sand Graffiti Art) 라는 표기로 뜻의 차별점을 둘 수 있다.

## 표현 방법의 특징
新샌드 그래피티(New Sand Graffiti)는 모래 알갱이는 자기(瓷器) 원료를 대체한 상징 물로 활용하였으며, 맨손이나 주변의 도구를 활용하여 작업하는 도공(陶工)의 행위 방식을 따라 작품을 표현한다. 한글 문자 표기나 글을 모르는 이도 이해할 수 있는 상징적인 그림으로 자유롭게 표현하는 것이 작품 표현의 특징이다.

## 그 밖의 샌드 그래피티와 혼돈되는 예술의 분류

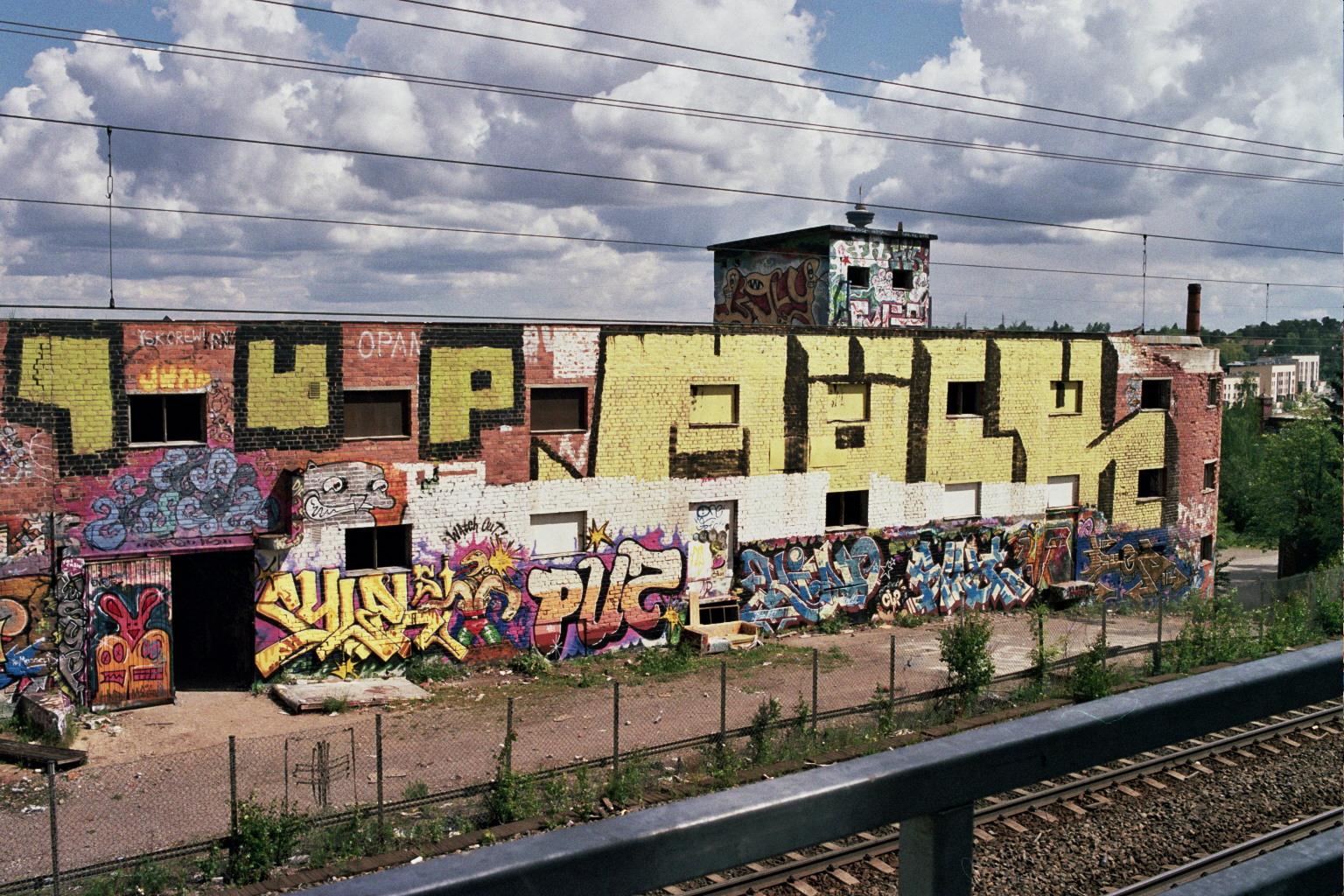
서구의 그래피티

샌드 아트는 모래라는 재료를 활용하여 변화되는 그림을 그리는 공연 예술 또는 애니메이션의 장르로써, 스토리텔링을 기반으로 즉석 또는 영상으로 기록하여 보여주는 방식으로 표현 방식이나 지향점이 다른 예술이다. 모래성 쌓기 또한 물과 모래를 활용한 설치물로써 평면의 캔버스를 중심으로 표현을 확장해 가는 표현 방식에 있어 샌드 그래피티(Sand Graffiti)와 다르다.
그래피티(Graffiti)는 1970-80년대 뉴욕 슬럼가를 중심으로 거리 낙서로 불리며 공공장소 또는 벽이나 낙서가 가능한 모든 곳에 소유자의 허락 없이 락카 스프레이 페인트 등등을 이용해 공공장소 또는 벽에 그림을 그리거나 글자 및 기타 흔적을 남기는 행위로서 대부분의 국가 및 지역에서 범죄 행위로 취급된다. 그래피티(Graffiti)가 현대 서양인들의 도덕과 정신을 함축시킨 미술이라면, 샌드 그래피티(Sand Graffiti)는 현대 한국인의 도덕과 정신을 함축한 미술로 볼 수 있다. 허락 받지 않는 거리의 낙서로 시작된 서구의 그래피티(Graffiti)의 반대적 표현이 샌드그래피티(Sand Graffiti)라고 볼 수 있다. 그래피티(Graffiti) 역시 '낙서'의 표현 방식을 제외하면 샌드 그래피티와 다른 예술이라고 할 수 있겠다.

### 새로운 시대를 향한 새로운 세대의 도전

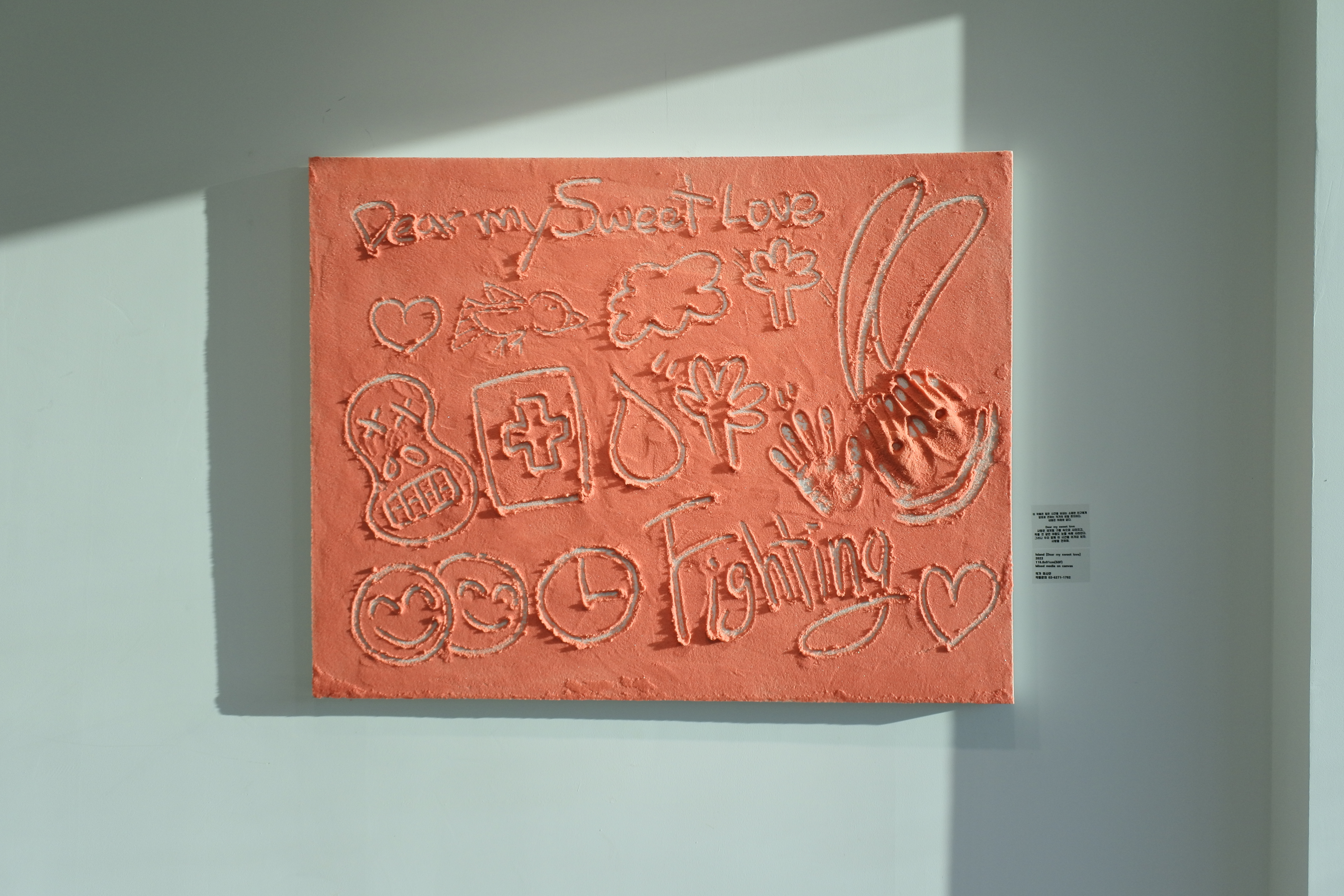
"Dear My Sweet Love, 2022 / 116.8x91cm(50F) mixed media on canvas "는 힘든 시간을 지나고 있는 친구를 응원하며 쓴 新샌드그래피티(New Sand Graffiti) 작가 하사안의 비밀편지이다.

#### 新샌드 그래피티 작가 하사안(河砂岸/모래언덕)
"도자는 왜 '그릇’에 머물러야 하는가?" 추상 표현주의를 도예에 접목시켜 전 세계 도예 혁명을 일으킨 미국 예술가 피터 볼커스(Peter Voulkos,1924~2002)의 물음에, 한 세기를 넘어 2022년 대한민국 수도 서울에서 하사안(河砂岸/HA SA-AN,1982)이 화답했다. “도자는 왜 아직도 '관(棺)' 속에 머물러 있는가?”
한국 도예는 ‘정신’을 계승한다는 구호 아래 수많은 작품을 창조해왔다. 그러나 표현 방법의 한계와 보관이 어려운 기물의 특성은 도예의 ‘확장’을 가로막는 걸림돌 중 하나이며, 디지털화 된 일상 속에 감각적인 시각 경험을 하는 관객들과 ‘소통’을 가로막는 장애물이었다. 오늘의 총체적인 결과는 현대미술 안에서 도자가 주도권을 갖지 못하는 가장 큰 이유라고 생각한다. 소통과 확장에 대한 고민은 전통과 현대를 아우르는 시대 변화에 기민한 대응을 할 수 있게 도움을 주며, 전통 도자의 생존을 지속시키는 중요한 요소다. 하지만 오늘에 이르도록 어떤 소통과 확장을 이뤄왔는가 돌아본다면 아쉬울 따름이다. 더 이상 전통 도자의 계승자가 없어 종말론이 거론되고 있는 현실 앞에, 한국 도예가 우리의 전통과 정신을 어떻게 이어갈 것인가에 대한 물음은 더 이상 피할 수 없는 중대한 과제가 되었다. 지금 놓여있는 반듯하고 안락한 유리 ‘관(棺)’이 ‘관 짝’ 이란 것을 깨닫지 못한다면, 머지않아 한국 도예는 ‘탈관(脫棺)’ 되어 불 속에 던져지고 말 것이다. <작가 하사안 SNS글 발췌>

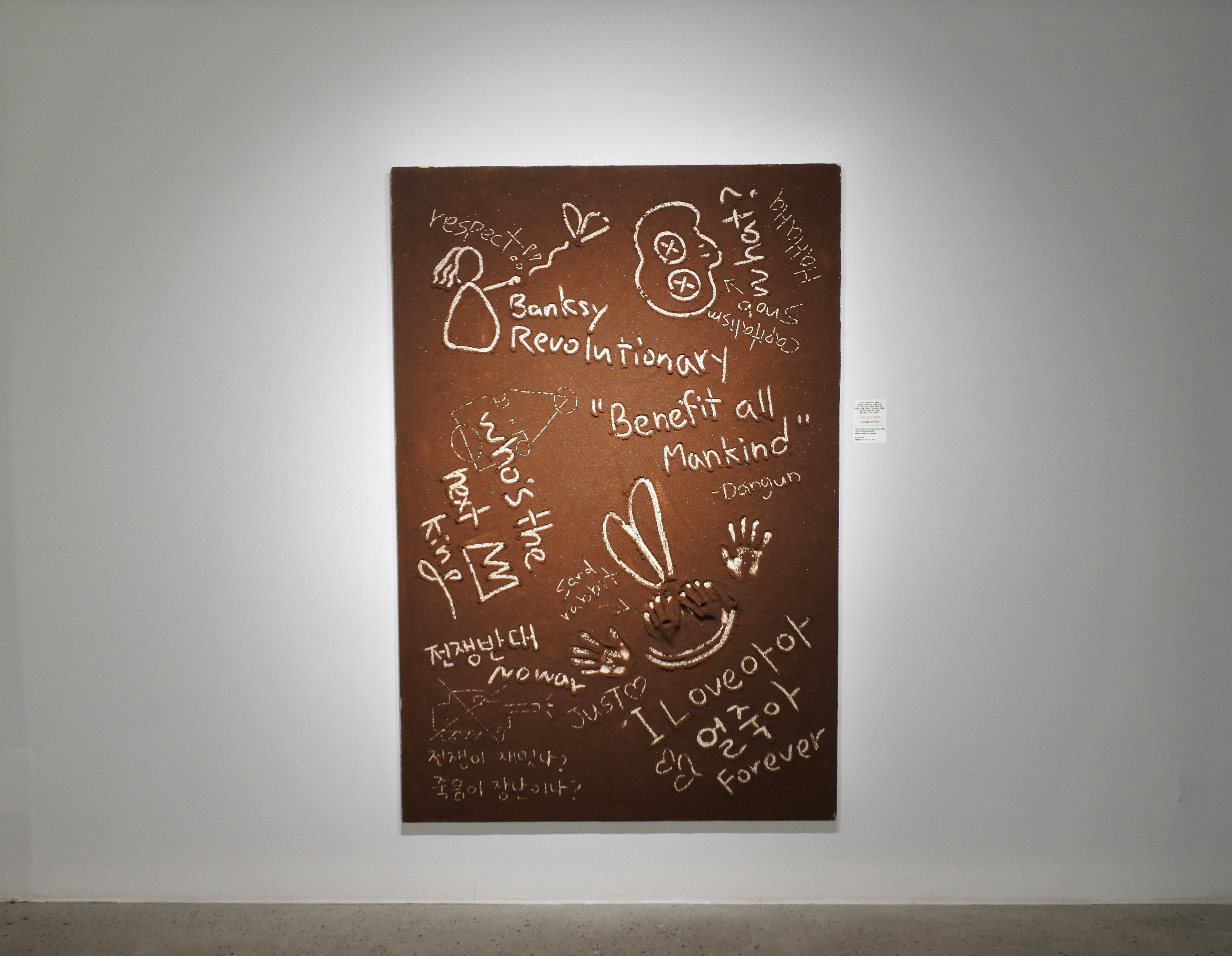
新샌드 그래피티(New Sand Graffiti) 작가 하사안의 "Benefit all mankind/ 2022_193.9x130.3cm(120F) mixed media on canvas"는 앞이 보이지 않는 이도, 글을 모르는 아이도 함께 즐길 수 있는 작품이다.